# Lesiciovo, Pazardjik
Lesiciovo (în bulgară Лесичово) este un sat în comuna Lesiciovo, regiunea Pazardjik,  Bulgaria. 

## Demografie
Componența etnică a satului Lesiciovo
     Bulgari (92,75%)
     Romi (1,44%)
     Nicio identificare (5,79%)
     Altele (0,96%)
La recensământul din 2011, populația satului Lesiciovo era de 828 locuitori. Din punct de vedere etnic, majoritatea locuitorilor (92,75%) erau bulgari, cu o minoritate de romi (1,44%). Pentru 5,79% din locuitori nu este cunoscută apartenența etnică.